# 三線鯻
三線鯻（學名：Terapon puta）為輻鰭魚綱鱸形目鱸亞目鯻科的其中一種。

## 分布
三線鯻分布於印度洋西太平洋區，從東非、紅海南部，經阿拉伯半島、印度、巴基斯坦至印尼、菲律賓、澳洲半鹹水、海域，另外還透過蘇伊士運河進入地中海，首次記錄在地中海的埃及西奈半島北部的巴達維爾潟湖中。於1994年在利比亞和亞歷山大港外被記錄發現。

## 特徵
本魚體呈紡錘型，側扁，口有兩排齒，外排由強錐形齒組成，內排由絨毛狀齒組成，排列成帶狀，前鰓蓋是鋸齒狀的，鰓蓋上有兩個與眼睛齊平的脊柱，下部脊柱較長，延伸到遠端或超出鰓緣。有四條縱向平行條紋，從頭部延伸到尾鰭，上面三條紋是黑色，最下面的條紋較淡，從黃色到棕色不等，背鰭硬棘部具有一黑色斑塊，尾鰭叉形，具有數條深色縱紋，全身銀色，腹部銀白色，背鰭硬棘11-12枚；背鰭軟條9-11枚；臀鰭硬棘3枚；臀鰭軟條8-9枚，體長可達16公分。

## 生態
成魚棲息在沿岸河口區、紅樹林沼澤底中層水域，屬肉食性，以小魚和無脊椎動物為食，成魚會保護卵並搧動魚鰭提供足夠的氧，生活習性不明，可做為食用魚。